# Slavko Matić
Slavko Matić (Livno, BiH, 20. siječnja 1938. -  Zagreb, 30. ožujka 2021.) hrvatski akademik, šumarski stručnjak, nekadašnji dekan Šumarskog fakulteta u Zagrebu i sveučilišni profesor.

## Životopis
Redoviti je član Hrvatske akademije znanosti i umjetnosti.

## Vanjske poveznice
- Slavko Matić Hrvatska tehnička enciklopedija, portal hrvatske tehničke baštine. LZMK